# UBE2T
UBE2T (англ. Ubiquitin conjugating enzyme E2 T) – білок, який кодується однойменним геном, розташованим у людей на 1-й хромосомі. Довжина поліпептидного ланцюга білка становить 197 амінокислот, а молекулярна маса — 22 521.
| 10         |  | 20         |  | 30         |  | 40         |  | 50         |
| ---------- |  | ---------- |  | ---------- |  | ---------- |  | ---------- |
| MQRASRLKRE |  | LHMLATEPPP |  | GITCWQDKDQ |  | MDDLRAQILG |  | GANTPYEKGV |
| FKLEVIIPER |  | YPFEPPQIRF |  | LTPIYHPNID |  | SAGRICLDVL |  | KLPPKGAWRP |
| SLNIATVLTS |  | IQLLMSEPNP |  | DDPLMADISS |  | EFKYNKPAFL |  | KNARQWTEKH |
| ARQKQKADEE |  | EMLDNLPEAG |  | DSRVHNSTQK |  | RKASQLVGIE |  | KKFHPDV    |

A: Аланін

C: Цистеїн

D: Аспарагінова кислота

E: Глутамінова кислота

F: Фенілаланін

G: Гліцин

H: Гістидин

I: Ізолейцин

K: Лізин

L: Лейцин

M: Метіонін

N: Аспарагін

P: Пролін

Q: Глутамін

R: Аргінін

S: Серин

T: Треонін

V: Валін

W: Триптофан

Кодований геном білок за функціями належить до трансфераз, фосфопротеїнів. 
Задіяний у таких біологічних процесах, як пошкодження ДНК, репарація ДНК, убіквітинування білків. 
Білок має сайт для зв'язування з АТФ, нуклеотидами. 
Локалізований у ядрі.